# Arrernte (jazyk)
Arrernte (též Aranda, Horní aranda, Arunta nebo Arrarnta) je jazyk nebo skupina dialektů, kterými mluví především Arandové (což je jeden z australských domorodých kmenů). Používá se především v jižní části Severního teritoria. Je to jeden z nejrozšířenějších australských domorodých jazyků. 
Arrernte má mnoho dialektů, ale velká část z nich již vymřela. Nejrozšířenějším dialektem je východní arrernte, který se používá v okolí města Alice Springs a má okolo 1900 mluvčích. Tento dialekt se používá ve školách a v médiích. 
Jazyk se řadí do jazykové rodiny pama-nyunganských jazyků, do které patří naprostá většina domorodých jazyků Austrálie. V rámci pama-nyunganských jazyků se pak řadí do skupiny arandických jazyků. 

## Dialekty
- Východní arrernte (též střední arrernte) se používá v okolí Alice Springs. Dělí se na víc poddialektů, které se nazývají Akarre, Antekerrepenh, Ikngerripenhe a Mparntwe Arrernte. Má okolo 1900 mluvčích.
- Alyawarra je dialekt, který používá kmen Alyawarrů v okolí měst Sandover a Tennant Creek a také v Queenslandu. Má okolo 1550 mluvčích a je podobný dialektu západní arrernte.
- Západní arrernte má jen okolo 440 mluvčích a používá se západně od Alice Springs
- Anmatyerre má okolo 640 mluvčích a používá se severozápadně od Alice Springs. Dělí se na západní a východní poddialekt.
- Dialekty andegerebinha, ayerrerenge a argadargada jsou již vymřelé.
- Existuje také poměrně propracovaná znaková řeč jazyka arrernte, nazývaná též iIltyeme-iltyeme.

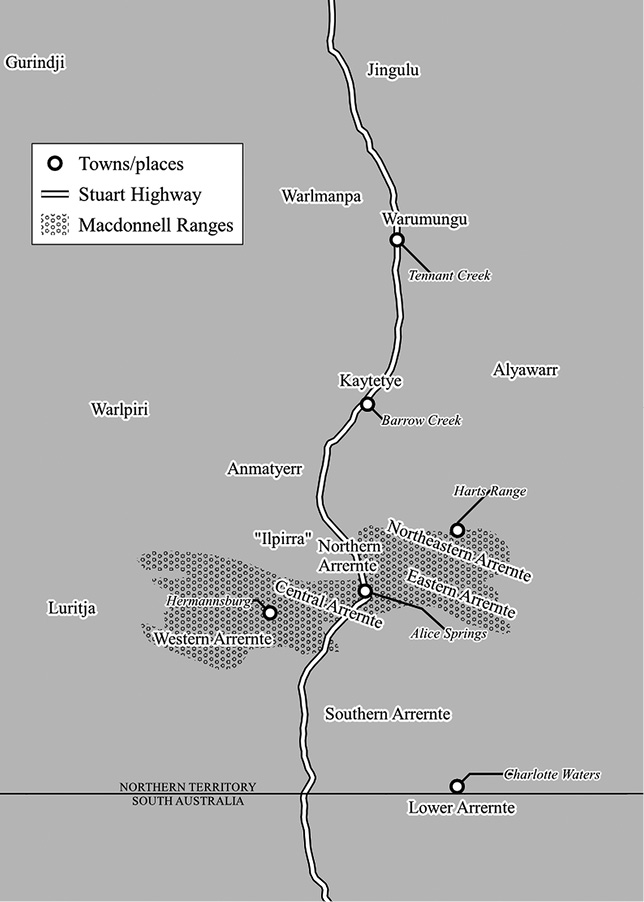
Mapa jazyků a dialektů v okolí Alice Springs

## Používání
Ve školách v Alice Spring lze mít výuku v jazyce arrernte. Na univerzitách Batchelor Institute a Charles Darwin University také nabízí výuku v arrernte. V jazyce arrernte se také vydávají knihy. Existují také projekty za účelem záchrany vymírajících dialektů.

## Příklady

### Číslovky
| Arrernte  | Česky |
| arrekwele | jeden |
| atherrame | dva   |
| urrpetye  | tři   |

## Ukázka
Ukázka textu v jazyce arrernte:
Anwerne Mparntwe-arenye tyerrtye mapele arrenhantherre welcome-ileme apmere anwerne-kenhe-werne. Anwerne ahentye-aneme arrantherre akaltye-irremele respectem-iletyeke apmere nhenhe.
Český překlad:
My, lidé z Alice Springs vás vítáme v naší zemi. Doufáme že se něco dozvíte a že budete respektovat naši zem. My, lidé z Alice Springs.